# 神戸デパート
神戸デパート（こうべデパート）とは、かつて神戸市長田区に存在したショッピングセンター。

## 概要

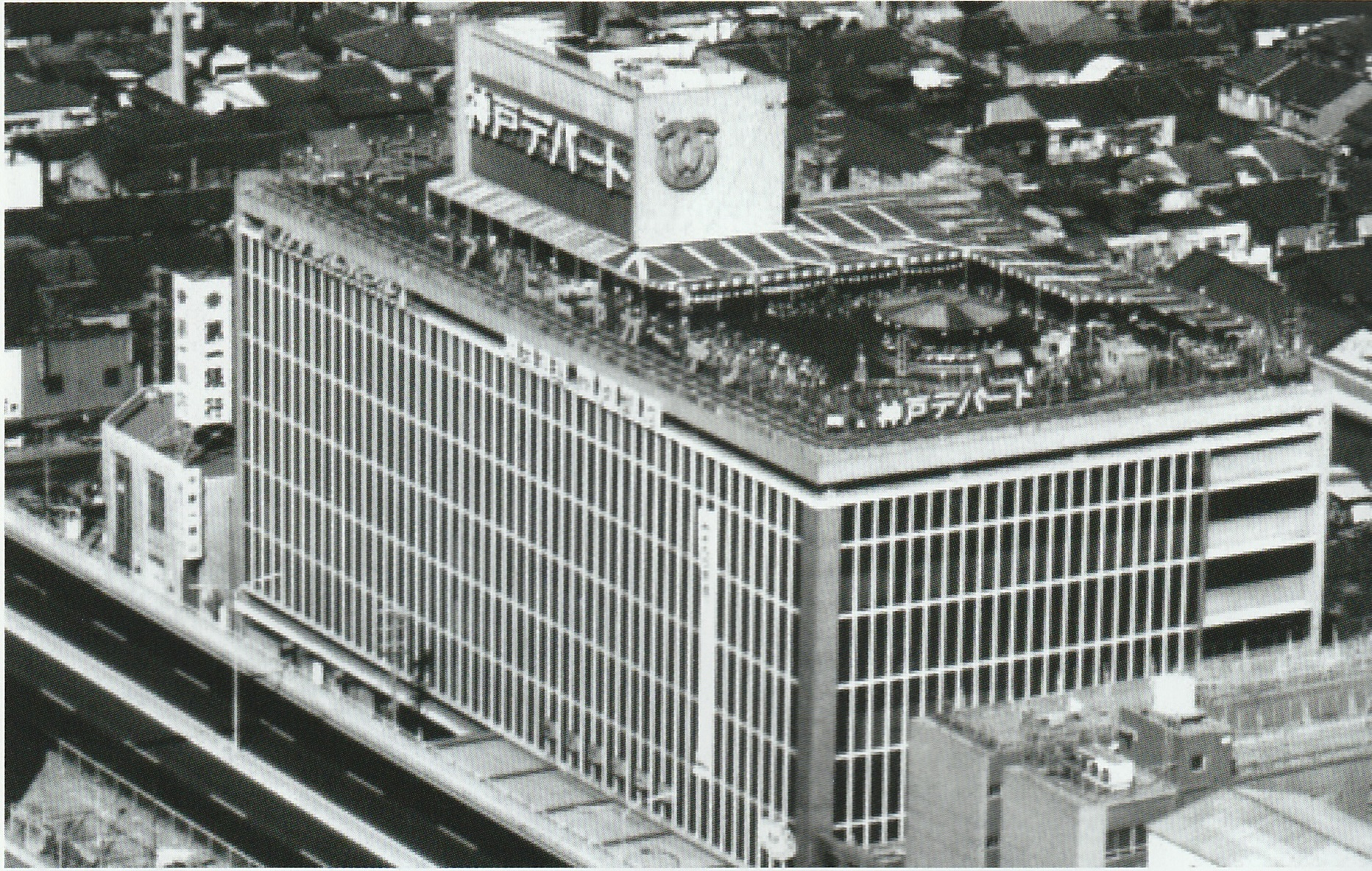

1965年（昭和40年）11月23日に130店舗が入居して開業した商業施設。
神戸都市振興株式会社（現存せず）が山陽本線新長田駅南側の神戸市長田区腕塚町5丁目に開設していた。
入居に際しては神戸都市振興株式会社と契約するが、入居する床部分との契約ではなく、同社の株式を所有する手法であった。契約上では床部分は入居者へ貸し出さずあくまで神戸都市振興株式会社の所有であり、このため、多くの面積を利用する業者は核テナントではなく主要株主であり、官が管理する施設であるとともに民営の施設（公設民営）である。この手法は、店舗配置にとらわれない全体的な空間設計を可能とした。

### 被害

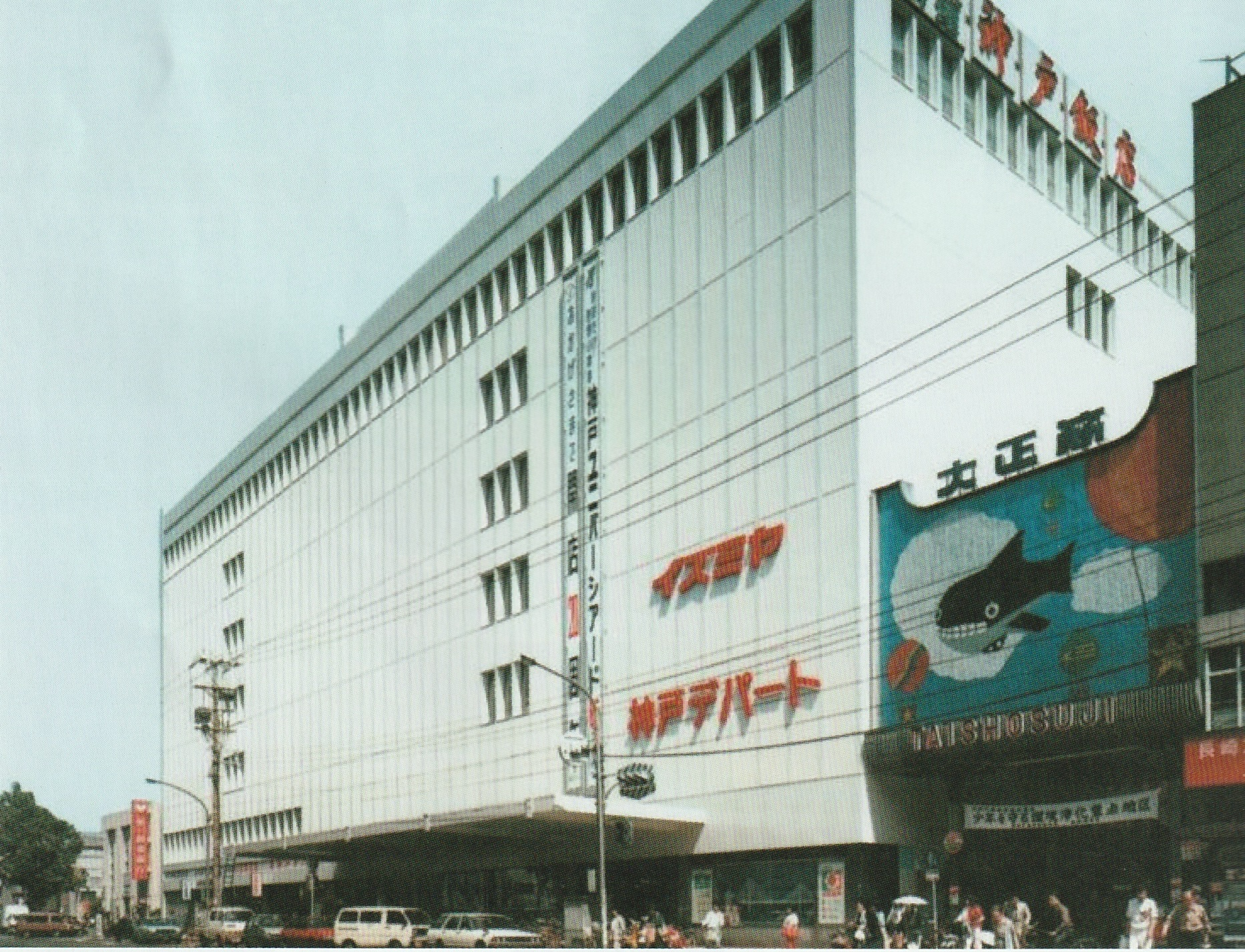

1974年（昭和49年）2月17日に放火が原因による火災に遭ったが、その後再びオープンした。
地域のシンボル的な店舗となっていたが、1995年（平成7年）1月17日の阪神・淡路大震災に被災し、建物は形状をとどめていたが使用不能と判定され閉店、同年の暮れから翌年にかけて解体された。閉店後、震災で被災した市場・商店街の店舗が集まった仮設商業施設「復興げんき村パラ〜ル」（パラ〜ルとはパラソルとバザールの混成語）を1995年（平成7年）6月に開業。神戸デパートのテナントも一部の店舗が出店していた。その後、周辺一体が震災復興再開発地区となり、住商一体型の「アスタくにづか1番館」を建設、1999年（平成11年）11月21日に完成した。

## 主な入居店舗
- 地下1階
  - たこ焼き、お好み焼き：福一（雪印スノーピア）
  - そば焼き：金六（焼きそばとミックスジュース）
  - 麺と丼ぶり物：都
  - 喫茶：都
  - 餃子：かっぱ天国
  - 健康食品：谷川商店
  - 豆腐：川縁商店
  - 鶏肉：鳥源
  - 精肉：三ッ輪
- 地下道
  - 野菜：マルアイ
  - 日用品：ニチイ
  - 漬物：石川商店
  - 精肉：三ッ輪
  - 鮮魚：魚彦
  - 惣菜：味天
  - 塩干物：丸中商店
  - 野菜：吉田
  - 果物：吉田
  - 鮮魚：鵜原（うはら）鮮魚店
  - 甘党：福一（たい焼き、にくてん、ソフトクリーム、年末のみ：お餅→のちに、幸福堂）
  - 和食：太平楽
- 1階
  - 靴：マルヤマ
  - 手芸用品：ミヤケ
  - 園芸：神戸園芸（この店のみ建物外の外向店舗）
  - 有限会社 丸井百貨店（丸井グループとは無関係）
- 2階
  - 呉服：大福
  - 子供服：エガオ屋
  - 婦人服：エル
  - 婦人服：コマヤ
  - 紳士服：シドニー
- 3階
  - 家電・レコード：星電社神戸デパート店
  - おもちゃ：川崎屋
- 4階 - 6階
  - 衣料雑貨：イズミヤ（※震災直前の1994年12月に撤退を表明）
- 5階6階
  - ボウリング場（昭和40年代）
- 7階
  - 神戸飯店
- 屋上
  - 佐原商店（たこ焼き、かき氷、遊具ほか。夏季限定で屋上ビアガーデン）
    - メリーゴーランドやウルトラマンキャラクターの射的コーナーなども備わっており、当時の遊戯施設としては本格的な設備であった。
    - この店の店主は甲子園で「かちわり氷」も販売していた。
    - 2009年現在、元店主は同区内で喫茶店を経営しており、店先には古いウルトラマンのコイン遊具（現役稼動）を設置している。

神戸デパートのかつてのテナントは、復興げんき村パラ〜ルを経て震災後に建設された「アスタくにづか」・「ピフレ新長田」に入居し、現在も引き続き営業している店舗がある反面、経営者の高齢や経済的理由により閉店を余儀なくされた店舗も少なくない。これは神戸デパートのみならず、近隣の市場・商店街も同様である。

## 周辺
- JR神戸線・神戸市営地下鉄西神・山手線 新長田駅
- 神戸市営地下鉄海岸線 駒ヶ林駅（震災当時未開業）
- 大正筋商店街
- 新長田一番街
- 六間道商店街
- 昭和筋商店街
- 西神戸センター街
- 本町筋商店街
- 丸は市場（現在は存在しない）
- 丸五市場
- 学校法人熊見学園 神戸女子商業高等学校・昭和幼稚園（震災の大火で全焼、神戸市須磨区に移転し神戸星城高等学校に改称）
- 若松公園